# Sopia Szapatawa
Sopia Szapatawa (ur. 12 stycznia 1989 w Tbilisi) – gruzińska tenisistka, reprezentantka kraju w Pucharze Federacji.
Zawodniczka występująca głównie w turniejach rangi ITF. Zadebiutowała we wrześniu 2004 roku, na turnieju w Tbilisi. Dwa lata później, na turnieju w Baku, wygrała zawody gry podwójnej i dotarła do finału w grze pojedynczej. Na swoim koncie ma wygrane trzy turnieje w grze pojedynczej i trzydzieści cztery w grze podwójnej rangi ITF.
W 2007 roku zagrała w kwalifikacjach do turnieju w Stambule, należącego do rozgrywek cyklu WTA Tour, gdzie w pierwszej rundzie pokonała reprezentantkę gospodarzy, Çağlę Büyükakçay, a w drugiej rundzie przegrała z Kaciaryną Dziehalewicz. Największy sukces w rozgrywkach WTA Tour osiągnęła w kwietniu 2014 roku, na turnieju w Bogocie, gdzie po przejściu kwalifikacji, dotarła do drugiej rundy turnieju głównego. Osiągnięcie to pozwoliło jej awansować do drugiej setki światowego rankingu WTA Tour.
Od 2009 roku reprezentuje również swój kraj w rozgrywkach Pucharu Federacji.

## Wygrane turnieje rangi ITF
| turnieje z pulą nagród 100 000 $ |
| turnieje z pulą nagród 75 000 $  |
| turnieje z pulą nagród 50 000 $  |
| turnieje z pulą nagród 25 000 $  |
| turnieje z pulą nagród 15 000 $  |
| turnieje z pulą nagród 10 000 $  |

### Gra pojedyncza
|    | Data       | Turniej | Naw.      | Przeciwniczka        | Wynik               |
| 1. | 14/12/2014 | Lucknow | Trawiasta | Anastasija Komardina | 6:3, 6:2            |
| 2. | 19/03/2017 | Antalya | Ceglana   | Ayla Aksu            | 2:6, 7:6(3), 7:6(5) |
| 3. | 26/01/2025 | Antalya | Ceglana   | Diana Demidova       | 6:3, 4:6, 6:4       |